# LO-20
La carretera LO-20 es una autovía de circunvalación que discurre por el corredor de la  N-232  al sur de Logroño. Su trazado comienza en la localidad de Recajo, terminando en la localidad de Navarrete. 
Actualmente se han finalizado las obras para la construcción del tramo que enlaza la autovía con la autopista  AP-68  y la carretera  N-232 . Próximamente se liberará la autopista en un tramo de 22,6 km para su conversión en la futura Ronda Sur y se habilitarán dos carriles en diversos tramos de la carretera  N-232 .[cita requerida]

## Tramos
| Denominación | Tramo | Longitud (km)   | Año servicio             |
| ------------ | --- | --------------- | ------------------------ |
| LO-20        | Recajo N-232 - Polígono industrial La Portalada Tramo: Recajo N-232 - Polígono industrial La Portalada (sentido Oeste) Tramo: Recajo N-232 - Polígono industrial La Portalada (sentido Este)                              | 4 4             | 2014 2015                |
| LO-20        | Polígono industrial La Portalada - Nudo de la Estrella A-13 Tramo original Tramo: Nudo de la Estrella | 3,1 -           | 2002                     |
| LO-20        | Nudo de la Estrella A-13 - Barrio de Yagüe Tramo original Remodelación subtramo: Nudo de la Estrella - Avda. Madrid Soterramiento subtramo: Avda. Madrid - Avda. de la Sierra Tramo: Nudo de Chile Tramo: Nudo de Alcampo | 5 1,6 0,6 0,8 - | 1975 2002 1998 1991 1989 |
| LO-20        | Barrio de Yagüe - Fuenmayor A-12 | 5               | 1996                     |

## Salidas
| Número | Nombre | Bifurcación                           |
| ------ | --- | ------------------------------------- |
|        | Inicio de la Circunvalación Sur de Logroño | N-232                                 |
| 1      | Base militar - Recajo - AP-68 / N-232 | N-232a / AP-68                        |
| 2      | A-12 /Pamplona | A-12                                  |
| 4      | Polígono Industrial "La Portalada I" | Polígono Industrial "La Portalada I"  |
| 5      | Polígono Industrial "La Portalada II" | Polígono Industrial "La Portalada II" |
| 6/7    | A-13 /Viana/Logroño (Este)/Centro Comercial Berceo - Calle Piqueras - Hospital San Pedro - LR-250 /Villamediana de Iregua - Avenida de Lope de Vega  | A-13 / LR-250                         |
| 8      | N-111A - Avenida de Madrid - Avenida de Lope de Vega                                                                                                 | N-111A / Avenida de Madrid            |
| 9      | N-111 / AP-68 Bilbao-Zaragoza/Soria - Estadio Municipal Las Gaunas - Avenida de Madrid - Avenida de Salustiano Olózaga - Calle Chile - Centro Ciudad | N-111                                 |
| 10     | Logroño (Oeste) - Barrio de Yagüe - Centro Comercial Parque Rioja - Calle Pradoviejo                                                                 | Barrio de Yagüe                       |
| 11     | Logroño (Oeste) - Avenida de Burgos | Logroño (Oeste)                       |
| 13     | Parque de La Grajera - Centro de Educación Especial Marqués de Vallejo - Centro de Conservación y Explotación de Carreteras del Estado               | Parque de La Grajera                  |
| 16     | Vía de Servicio |                                       |
| 17     | A-12 /Burgos/Nájera/Santo Domingo de La Calzada | A-12                                  |
|        | Continúa hacia Santander por N-232 | N-232                                 |